# Museu da Arquitetura Estoniana
O Museu da Arquitetura Estoniana (em estoniano: Eesti Arhitektuurimuuseum) é um museu de arquitetura em Tallinn, na Estônia. Ele está localizado no bairro de Rotermann. O museu é um membro do ICAM - International Confederation of Architectural Museums (em português: Confederação Internacional de Museus Arquitetônicos).

## História
O museu foi criado em 1 de janeiro de 1991 para documentar, preservar e informar os visitantes a história da arquitetura estoniana e seu desenvolvimento hoje. O museu começou a operar em um espaço temporário na 7 Rua Kooli, no Centro Histórico de Tallinn, onde as coleções estiveram alocadas na Torre Medieval de Loewenschede . Em 1996, o museu se mudou para o antigo armazém de sal de Rotermann. O edifício foi aberto ao público em 7 de junho de 1996.

## Edifício
A adega arqueada do edifício, que foi concluída de acordo com um projeto elaborado pelo engenheiro báltico-alemão Ernst Boustedt em 1908, era local para armazenamento de sal. O armazém de sal foi reconstruído entre 1995 e 1996 de acordo com um projeto do arquiteto Ülo Peil e do arquiteto de interiores Taso Mähar (ambos da agência de arquitetura Urbel & Peil). No decorrer desta reconstrução, a estrutura - que era originalmente um único andar - foi dividida em vários andares com um teto intermediário e galerias, de modo a oferecer um maior número de espaços de exposição com caracteres diferentes.